# ليون بيرتن
ليون بيرتن (بالفرنسية: Léon Bertin)‏ هو عالم حيوانات فرنسي، ولد في 8 أبريل 1896 في الدائرة الرابعة عشرة في باريس في فرنسا، وتوفي في 5 فبراير 1954.